# Allan Hernández
Pour les articles homonymes, voir Hernández.
Hernández  Flores est un nom espagnol. Le premier nom de famille, en général paternel, est Hernández ; le second, en général maternel, souvent omis, est Flores.
Allan Hernández Flores, né le 13 août 1993 à Comayagua, est un coureur cycliste hondurien.

## Biographie
En 2016, Allan Hernández devient champion du Honduras sur route. L'année suivante, il termine vingtième du championnat panaméricain à Saint-Domingue.

## Palmarès et résultats

### Palmarès par année
- 2014
  - 2e du championnat du Honduras sur route
- 2016
  -  Champion du Honduras sur route

### Classements mondiaux
| Année            | 2017 | 2018 |
| ---------------- | ---- | ---- |
| UCI America Tour | 437e | 435e |